# Europees kampioenschap gewichtheffen 1901
Het Europees kampioenschap gewichtheffen 1901 was een kampioenschap voor gewichtheffers. De vijfde editie van de Europese kampioenschappen vond plaats in het Nederlandse Rotterdam.

## Geschiedenis
Het kampioenschap vond plaats zonder gewichtslimieten. De Duitser Josef Ziegelmeier won er goud. Bezijden de medaillewinnaars is er weinig informatie over dit EK bewaard gebleven.

## Resultaten
| Gewichtsklasse | Goud              | Goud   | Zilver         | Zilver | Brons           | Brons    |
| -------------- | ----------------- | ------ | -------------- | ------ | --------------- | -------- |
| Open           | Josef Ziegelmeier | 147 kg | Adriaan Spruit | 135 kg | Augustus Lücker | 128,5 kg |